# Михайлівська сільська рада (Олександрівський район, Кіровоградська область)
| Михайлівська сільська рада — колишній орган місцевого самоврядування у Олександрівському районі Кіровоградської області з адміністративним центром у с. Михайлівка. Сільській раді підпорядковані населені пункти: - с. Михайлівка - с. Григорівка |

## Склад ради
Рада складається з 16 депутатів та голови.

### Керівний склад ради
| ПІБ                              | Основні відомості                                                 | Дата обрання | Дата звільнення |
| -------------------------------- | ----------------------------------------------------------------- | ------------ | --------------- |
| Савченко Олександр Володимирович | Сільський голова, 1983 року народження, освіта, безпартійний      | 26.03.2006   | 31.10.2010      |
| Савченко Олександр Володимирович | Сільський голова, 1983 року народження, освіта вища, безпартійний | 31.10.2010   |                 |

Примітка: таблиця складена за даними джерела

## Населення
Згідно з переписом УРСР 1989 року чисельність наявного населення села становила 2558 осіб, з яких 1133 чоловіки та 1425 жінок.
За переписом населення України 2001 року в селі мешкали 2194 особи.

### Мова
Розподіл населення за рідною мовою за даними перепису 2001 року:
| Мова       | Відсоток |
| ---------- | -------- |
| українська | 93,23 %  |
| циганська  | 2,95 %   |
| російська  | 2,82 %   |
| вірменська | 0,36 %   |
| білоруська | 0,23 %   |
| молдовська | 0,18 %   |
| інші       | 0,23 %   |